# ダグラス郡区 (アイオワ州ブレマー郡)
ダグラス郡区は、アメリカ合衆国、アイオワ州、ブレマー郡にある14の郡区の一つである。2000年の国勢調査で、人口は405人だった。

## 地理
ダグラス郡区は、95.4平方キロメートル（36.83平方マイル）で、組み込まれた自治体（incorporated settlements）はない。
アメリカ地質調査所によると、この郡区はAlcockとSaint Johns LutheranとSt. John's United Church of Christ of SiegelとSaint Pauls Lutheranの、4つの霊園が含まれている。